# ガストン・カボーレ
ガストン・カボーレ（Gaston Kaboré, 1951年4月23日 - ）は、ブルキナファソの映画監督。名前はガストン・カボレとも発音する。

## 来歴
1951年4月23日、ボボ・ディウラッソで生まれる。1997年、初期の作品は農村を舞台とし、ある事件のために話せなくなった少年の物語『神さまのおくりもの』や、少年と老人の交流を描いた『ラビ (映画)』などがある。『神さまのおくりもの』の続編にあたる『ブード・ヤム』でワガドゥグ全アフリカ映画祭でグランプリを受賞した。全アフリカ映画人連盟（フェパシ）の議長を務めた経験を持つ。

## 主な作品
- Wend Kuuni （1982年）
- Zan Boko （1988年）
- Rabi （1992年）
- Lumière et Compagnie （1995年）
- ブード・ヤム Buud Yam （1997年）